# Distrito de Jablanica
El Distrito de Jablanica (en serbio: Jablanički okrug, Јабланички округ) es uno de los 18 ókrug o distritos en que está dividida Serbia Central, la región histórica de Serbia. Su capital administrativa es la ciudad de Leskovac.

## Municipios
Los municipios que componen el distrito son los siguientes:
- Leskovac
- Bojnik
- Lebane
- Medveđa
- Vlasotince
- Crna Trava